# Linshui
Linshui  (en chino, 邻水; pinyin, Línshuǐ) es un condado  bajo la administración directa de la Prefectura Guang'an en la Provincia de Sichuan, República Popular China.  Su área es de 1907 km² y su población total para 2010 superó los 700 mil habitantes. 

## Administración
Desde julio de 2023, el  Condado Linshui  se divide en 25 pueblos administrados en poblados.

## Toponimia
El topónimo Linshui [/Lin-shuéi/] apareció en el año 537 durante la dinastía Liang, llamado así por el río Linshui (邻水), ahora río Yulin (御临河) que baña la región.